# Joan Armengol
Joan Armengol Costa (Igualada, Barcelona, 1934) es un periodista español.

## Biografía
Joan Armengol inició su carrera periodística con 15 años en Radio Juventud de su Igualada natal, siendo el encargado de pronunciar la locución inaugural de la primera emisión oficial, el 22 de enero de 1950. En la emisora igualadina realizó múltiples tareas, desde crónicas deportivas a retransmisiones litúrgicas, dando también sus primeros pasos como entrevistador.
Realizó el servicio militar en Tánger, donde colaboró con la Pan American Radio. De regreso a Cataluña, en 1957, se incorporó a Radio Barcelona (Cadena SER), inicialmente como guionista de Bobby Deglané, para luego convertirse en prolífico entrevistador, hasta el punto de ser definido por el sociólogo e historiador radiofónico Lorenzo Díaz como "el mayor entrevistador de la historia de la radio. En una época en que la censura controlaba todos los contenidos informativos, Armengol se destacó por entrevistar las principales personalidades políticas, deportivas y artísticas del momento, como Francisco Franco, Richard Nixon, Fidel Castro, Aldo Moro, Raniero III de Mónaco, Grace Kelly, The Beatles, Vittorio Gassman, Gina Lollobrigida, Claudia Cardinale, Vittorio De Sica, Cantinflas, Kirk Douglas, Ella Fitzgerald, Marlene Dietrich, Salvador Dalí, Josep Pla, Jacques Cousteau, Orson Welles, Lev Yashin, Juan Manuel Fangio, Jackie Stewart, Josep Tarradellas, Herbert von Karajan o Pau Casals, entre otros. Por todo ello, en 1968 recibió el Premio Ondas especial en la categoría de radio.
Durante su etapa en la Cadena SER presentó también algunos eventos especiales como el Festival de San Remo y el Festival OTI.
En 1971 pasó al ente público, RTVE, compaginando el trabajo en Radio Nacional de España con las tareas de redactor en Televisión Española. Fue editor del Informativo Miramar, coordinador y adjunto al jefe de Informativos de TVE en Cataluña y director de Programas Especiales.
El 13 de septiembre de 1996 estrenó el programa de entrevistas Amb llum pròpia, en Ràdio Estel, espacio que se mantiene actualmente en antena.
En prensa escrita ha sido colaborador de El Correo Catalán y la revista Ondas.
Ha sido también uno de los académicos fundadores de la Academia de las Ciencias y las Artes de Televisión.

## Premios
- Premio Ondas 1968, especial a labor radiofónica.
- Premio Oscar de Oro a la comunicación 1979, como mejor locutor informativo.[7]
- Premio Nacional de Radio del Ministerio de Información y Turismo.
- Premio Antena de Oro 2003, a la trayectoria profesional.
- Mención de honor de los premios Ràdio Associació de Catalunya 2011, a la trayectoria profesional.